# Manfred Stücklschwaiger
Manfred Stücklschwaiger  (* 21. Januar 1965 in Grafing bei München) ist ein ehemaliger deutscher Schauspieler.

## Leben
Manfred Stücklschwaiger besuchte ein Gymnasium und machte 1984 sein Abitur. Anschließend leistete er Wehrdienst. Danach machte er eine Lehre als Aufzugsmonteur. Von 1989 bis 1992 nahm er Schauspiel- und Musical-Unterricht an der Stageschool of Music, Dance and Drama in Hamburg.
Er wirkte in der Komödie Workaholic  (1996) mit, wo er neben Tobias Moretti und Christiane Paul in der Rolle des André zu sehen war. Ab Mitte der 1990er Jahre war Stücklschwaiger auch im deutschen Fernsehen zu sehen. Er übernahm hierbei mehrere durchgehende Serienrollen, wiederkehrende Episodenrollen und auch Gastrollen. Er spielte unter anderem in Balko und Die Wache. Seine bekannteste Rolle war die des Piloten Thomas Wächter in der RTL-Serie Medicopter 117 – Jedes Leben zählt. Nach einigen Jahren Schaffenspause stieg er 2008 wieder ins Fernsehgeschäft ein und übernahm diverse Episodenrollen in verschiedenen TV-Serien, wie z. B. Küstenwache, Die Rosenheim-Cops und SOKO Wien.
Seit mehreren Jahren praktiziert Stücklschwaiger Ashtanga (Vinyasa) Yoga. Er war einige Zeit in Indien, wo er an Studien teilnahm und sich fortbildete. 2006 absolvierte er die Ausbildung zum Yogalehrer. Mitte der 2000er Jahre war er einige Zeit in den USA und absolvierte dort eine Fortbildung sowie an einem Institut in München. 2011 gründete er mit seiner Frau in Osnabrück die Firma Support Yoga und Coaching, die Präsentationscoaching  und Yogakurse anbietet.
Manfred Stücklschwaiger hat mit seiner Frau Gesche Tebbenhoff eine Tochter und einen Sohn und lebt in Osnabrück.

## Filmografie (Auswahl)
- 1996: Workaholic
- 1996–2000: Balko (Fernsehserie, Folgen 2x02, 5x07)
- 1998–2002: Medicopter 117 – Jedes Leben zählt (Fernsehserie, 50 Folgen)
- 2002: Die Wache (Fernsehserie, Folge 8x22)
- 2002: Herzschlag – Das Ärzteteam Nord (Fernsehserie, Folge 3x17)
- 2003–2004: Schlosshotel Orth (Fernsehserie, 13 Folgen)
- 2003, 2009: Die Rosenheim-Cops (Fernsehserie, Folgen 2x06, 8x28)
- 2004: Hallo Robbie! (Fernsehserie, Folge 3x08)
- 2004: SOKO 5113 (Fernsehserie, Folge 25x01)
- 2004–2009: Küstenwache (Fernsehserie, Folgen 7x05, 12x27)
- 2005: Im Namen des Gesetzes (Fernsehserie, Folge 10x05)
- 2009: Stubbe – Von Fall zu Fall (Fernsehserie, Folge 1x35)
- 2010: SOKO Wien (Fernsehserie, Folge 5x15)